# Duseviulisoma ventriconus
Duseviulisoma ventriconus är en mångfotingart som beskrevs av Carl Graf Attems 1931. Duseviulisoma ventriconus ingår i släktet Duseviulisoma och familjen orangeridubbelfotingar. Inga underarter finns listade i Catalogue of Life.